# Primo Riccitelli
Primo Riccitelli (Cognoli di Campli, 9 août 1875 – Giulianova, 27 mars 1941) est un compositeur italien d'opéras.

## Biographie
Pancrazio Primo Riccitelli est né à Cognoli di Campli le 9 août 1875 de Giuseppe, un petit propriétaire foncier et de Maria Maiaroli, qui donnera naissance à cinq autres enfants. Le lendemain, il a été baptisé dans la paroisse voisine de Molviano (Campli) et a reçu le prénom de son grand-père Pancrazio. Primo deviendra son nom de scène.
À l'âge d'un an, il a été confié à un oncle, curé, don Carlo Riccitelli, et il a reçu ensuite les premiers rudiments musicaux de Nicola Dati, maître de chapelle du Dôme de Teramo. Sur une vieille épinette qui lui a été donnée par son oncle, il compose d'oreille de courtes compositions pour piano et quelques pièces vocales. Il s'est vite rendu compte qu'il n'était pas destiné au sacerdoce. Avec la complicité de son frère Antonio, il s'est échappé du séminaire pour se consacrer entièrement à la composition.
Au début de janvier 1896, Riccitelli a été reçu par le déjà célèbre Pietro Mascagni, récemment nommé directeur du Conservatoire de Pesaro, qui l'accueille comme étudiant. On ne trouve pas de traces d'une inscription régulière de Riccitelli à ce conservatoire, et il est donc très probable que Mascagni a donné son accord pour lui donner des leçons privées, car Riccitelli avait largement dépassé la limite d'âge. Parmi les camarades de classe avec lesquels Riccitelli partagea les années de Pesaro, il y a un autre célèbre artiste d'opéra, Riccardo Zandonai.
L'estime de Mascagni est attestée par la remise d'un diplôme autographe, perdu. Mascagni l'a également mis en contact avec la Casa Musicale Sonzogno de Milan, l'une des plus importantes et des plus anciennes du pays. Cet éditeur lui a alors commandé un « Madonnetta », sur un livret de Luigi Illica dont l'action se déroule à Rome à l'époque du Risorgimento. L'œuvre n'a jamais été représentée à la suite de différends avec l'éditeur. Plus tard, en 1911, suivra « Maria sul Monte », opéra qui a été mis en scène avec succès à la fin de la saison d'opéra au Teatro Carcano à Milan le 8 juillet 1916 et, ainsi que le lendemain soir, mais qui ne sera jamais repris.
Appelé sous les armes après la déclaration de guerre, Riccitelli a été libéré en 1919 avec le grade de sous-lieutenant. À la fin de juin, Mascagni le met en contact avec Augusto Lagat de la Société de l'opéra italien, qui le charge d'écrire un opéra d'un acte sur un livret de Giovacchino Forzano. Ce sera I Compagnacci, qui sera le plus réussi des opéras mis en scène de Riccitelli. Il s'agit d'un mélodrame en un acte, dont l'intrique se déroule dans l'ambiance de la Toscane du Moyen Âge et qui peut d'une certaine manière être comparé à Gianni Schicchi de Giacomo Puccini.
Le 10 avril 1923, I Compagnacciest créé obtenant un succès triomphal au Teatro dell'Opera de Rome. Il est dirigé par Gabriele Santini avec Taurino Parvis (Bernardo), Ophélie Parisini (Anna Maria), l'Espagnol Antonio Cortis (Baldo), Gino de Vecchi (Venanzio), Luigi Nardi (Noferi), Nelo Palai (Ghiandaia), Anna Maria Bertolasi (la fantestra Salvestra).
Le 15 novembre 1923, l'opéra est donné à l'ouverture de la saison de la Scala 1923-24, sous la direction de Vittorio Gui, précédé par Salome de Richard Strauss. Riccitelli est rappelé à plusieurs reprises sur scène.
Le 2 décembre 1923, grâce à la présence de Giulio Gatti-Casazza en tant que directeur artistique, l'opéra est mis en scène au Metropolitan à New York et est à nouveau joué le 2 janvier 1924. Dans le rôle de Baldo, on trouvait Beniamino Gigli, tandis qu'Elisabeth Rethberg, également l'une des plus grandes divas de la scène internationale du chant de cette période, chantait le rôle d'Anna Maria, Angelo Badà celui de Noferi et le jeune Lawrence Tibbett celui de Herald. La direction était confiée à Roberto Moranzoni, un autre élève de Mascagni. À partir de ce moment, l'œuvre connaîtra un nombre considérable de représentations dans toute l'Italie, ainsi qu'au Théâtre Khediviale du Caire en 1924.
Le 25 mars 1925, Riccitelli a épousé Iside Marziani à Rome, un mariage qui s'avérera malheureux et restera sans enfant.
Après le grand succès de I Compagnacci, l'imprésario Walter Mocchi (it) commande à Riccitelli une nouvelle œuvre en trois actes sur un livret de Forzano. L'opéra, qui reste à bien des égards l'œuvre la plus accomplie de l'art de Riccitelli, sera Madonna Oretta, qui se déroule dans le cadre de Florence au début du XVIe siècle. La partition devait être prête en décembre 1925, mais pour une série de vicissitudes, elle n'a été composée qu'en 1927 et a dû ensuite attendre encore cinq ans avant d'être montée sur scène. La première a eu lieu le 4 février 1932 au Teatro dell'Opera di Roma, avec Gianna Pederzini (it) dans le rôle titre, Antonio Melandri (it) dans celui du comte, Carmen Melis dans celui de Geneviève. Le chef d'orchestre était Gabriele Santini. Presque avec la même distribution, mais sous la direction de Domenico Messina, Madonna Oretta est représentée le 3 mai de la même année au Teatro Comunale de Teramo.
L'opéra sera rejoué plusieurs fois et, comme I Compagnacci, sera diffusé par l'EIAR (aujourd'hui Rai). I Compagnacci sera repris, entre autres, par Fernando Previtali en 1939, et par Armando La Rosa Parodi (it) en 1941.
Après une courte maladie et en proie à des difficultés économiques croissantes, Riccitelli meurt le 27 mars 1941 à Giulianova, où il est enterré. 
Depuis quelques années, il avait commencé à composer un « Capitan Fracassa », un opéra-comique vaguement basé sur le célèbre roman de Théophile Gautier. L'opéra a été inachevé et jusqu'à présent est considéré comme perdu. Après la mort du musicien, le librettiste Forzano a remis en scène « I Compagnacci » en 1952 au Teatro Comunale de Teramo, et en 1962 au Teatro dell'Opera di Roma.
Tournage de « Madonna Oretta » au Teatro Comunale Teramo, 1952. Visible dans le centre, le metteur en scène et librettiste Joachim Forzano et avec Gianna Pederzini
Ces derniers temps, le nom de Primo Riccitelli a été donné à des rues à Teramo, Bellante et Sant'Egidio alla Vibrata. À Sant'Onofrio di Campli, à l'entrée du cimetière, une statue en bronze a été inaugurée le 20 avril 2006.
Un « Festival Riccitelliano » a été créé en 2006 à Giulianova à la demande de l'arrière-petit-fils Agnese Riccitelli.
En 2010 a été créée l'association « Famiglia Primo Riccitelli » sous l'impulsion des arrière-petits-enfants Agnese et Massimiliano Riccitelli pour promouvoir, mettre en valeur et diffuser la musique du Maître. Le 24 mai 2011, la compagnie d'opéra italo-américaine Teatro Grattacielo, s'est engagée dans la redécouverte du répertoire lyrique italien moins connu, et a mis en scène « I Compagnacci » au Théâtre Rose à New York. L'invité d'honneur était l'arrière-petit-fils Agnese Riccitelli.
À l'été 2011, la ville de Campli, en collaboration avec l'association « Famiglia Primo Riccitelli » et le Kymbala culturel, a créé un festival d'été dédié à Primo Riccitelli, festival qui mettra en scène chaque année toutes les œuvres publiées.

## Compositions

### Opéras édités
- Maria sul Monte, Légende lyrique en deux actes, livret de Carlo Zangarini (Milan, Teatro Carcano, 8 juillet 1916)
- I Compagnacci, Comédie lyrique en un acte, livret de Giovacchino Forzano (Rome, Teatro Costanzi, 10 avril 1923)
- Madonna Oretta (it), Comédie lyrique en trois actes, livret de Giovacchino Forzano (Rome, Teatro dell'Opera di Roma, 4 février 1932)

### Opéras inédits, perdus ou non retrouvés

#### Période de Pesaro (1896-1903)
- Francesca da Rimini, texte de la tragédie homonyme de Silvio Pellico
- Heremus, poème symphonique pour soli, chœur et orchestre, sur un texte de Carlo Zangarini
- Lory, mélodrame en trois actes, sur un livret du compositeur
- Nena, scène sicilienne en un acte
- Suor Maddalena, esquisse mystico-dramatique

#### Période milanaise
- Madonnetta, mélodrame sur un livret de Luigi Illica, non représenté (1907 ou 1910)
- Giuliano, inachevé

#### Dernières années
- Capitan Fracassa, livret de Giuseppe Maria Viti (tiré du roman de Théophile Gautier), inachevé (1939-1941)

### Romanze da camera
- Deh non guardarmi!..., vers d'Antonio Spera (1899), manuscrit inédit
- Chiamatelo destino, vers d'Enrico Panzacchi, édité en 1901(?)
- M'amasti mai?, vers d'Enrico Panzacchi (sans date), manuscrit inédit